# Johanna Maria van Winter
Johanna Maria (Marietje) van Winter (Amsterdam, 27 november 1927) is een Nederlandse historica, grafiekverzamelaar en emeritus hoogleraar in de middeleeuwse geschiedenis aan de Universiteit Utrecht, gespecialiseerd in de Gelderse geschiedenis en de middeleeuwse keuken met haar gebruik van specerijen.

## Biografie

### Jonge jaren
Van Winter is een lid van de adellijke familie Van Winter en draagt het predicaat jonkvrouw. Haar roepnaam voor intimi is Marietje, maar onder wetenschappers en in publicaties wordt zij gewoonlijk met haar volledige voornamen aangeduid. Haar vader, Pieter Jan van Winter (1895-1990), was hoogleraar Nieuwere geschiedenis aan de Rijksuniversiteit Groningen. Zij en haar zus zijn de laatste telgen van het adellijke geslacht Van Winter. Haar moeder moedigde haar dochters aan om te studeren, hun eigen brood te verdienen en haar vader zei ooit eens: „Mijn dochters trouwen niet, mijn dochters promoveren”. Tot ongeveer 1960 werd een ambtenares die trouwde op grond van de wet ontslagen, dus een huwelijk stond inderdaad een wetenschappelijke carrière in de weg.
Van Winter studeerde geschiedenis aan de Rijksuniversiteit Groningen en de Universiteit Gent met het hoofdvak middeleeuwen. Sinds 1953 werkte zij aan de universiteit in Utrecht in de vakgroep middeleeuwse geschiedenis van Diederik Enklaar. Ze promoveerde in 1962 cum laude op het proefschrift Ministerialiteit en ridderschap in Gelre en Zutphen dat nog altijd als een standaardwerk beschouwd wordt. Ze ontdekte dat de ‘ministerialen’ in de Middeleeuwen een bijzondere groep was onder de onvrije bevolking, die in Gelre en Zutphen konden opklimmen tot de ridderschap. Dat had voor die tijd niemand gezien.
Daarna kreeg ze een beurs om onderzoek te doen naar de Johannieter ridderorde, de ‘Maltezers’, onder meer op Malta. In 1998 publiceerde ze hierover het kloeke werk Sources concerning the Hospitallers of St. John in the Netherlands, 14th-18th centuries. In 1965 verscheen van haar Ridderschap, ideaal en werkelijkheid  dat meerdere malen is herdrukt.

### Eigenzinnig
Later kreeg een ander onderwerp sterker haar belangstelling: middeleeuws voedsel. Het vakgebied bestond niet en de (mannelijke) hoogleraren vonden het lachwekkend. Dus ging ze samen met studenten uit historische kookboeken koken, bij haar thuis. Van Winter beschreef die recepten en etentjes in het toen nieuwe historische publiekstijdschrift Spiegel Historiael (sinds 2006 Geschiedenis Magazine).
In de jaren 60 wilden veel studenten af van de hierarchische manier waarop de universiteit was georganiseerd,  gekenmerkt door hoogleraren die het voor het zeggen hadden en nauwelijks openstonden voor nieuwe ideeën. Van Winter steunde deze studenten en hanteerde een minder formele omgangsvorm dan gebruikelijk.
Van Winter verwierf in 1972 het lectoraat en werd in 1980 (op haar 52ste) hoogleraar middeleeuwse geschiedenis. Ze werd door collega's als eigenzinnig beschouwd, vanwege de onderwerpen die ze bestudeerde en de perspectieven die ze koos. Van Winter meent dat het daarom zo lang duurde tot ze de bij haar kwaliteit gebruikelijke academische funties kreeg. Diezelfde collega’s vonden het ook vreemd toen ze begin jaren 1980 het eerste staflid was met een draagbare computer ging werken, een Kaypro. De pen op papier was het enige ware, vonden ze, het tikwerk deden hun echtgenotes.

### Emeritus
In 1988 nam prof. jkvr. dr. Johanna Maria van Winter afscheid als hoogleraar, maar zij bleef daarna actief in het onderzoek en de academische wereld. Zij richt zich met name op de geschiedenis van de adel in Gelderland en op de middeleeuwse kookkunst en voedingsleer. In 2003 zat ze in de redactie van de herziene Nederlandse editie van Het hertogdom Gelre.
Met de nalatenschap van haar vader heeft ze het Professor van Winterfonds opgericht, dat historisch onderzoek ondersteunt.
In 2014 kondigde ze aan dat ze haar grafiekverzameling, bestaande uit ongeveer 800 werken, wil legateren aan het Rijksprentenkabinet van het Rijksmuseum Amsterdam.
Op 22 augustus 2015 werd haar een interview afgenomen waarin zij vertelde over haar ervaringen als vrouw in de academische mannenwereld. Daaruit blijkt van uitsluiting en dat er altijd op vrouwen werd neergekeken. Mannen hadden een intrinsieke meerwaarde, was de opvatting.
Anno 2023 is Van Winter nog steeds actief en geldt als autoriteit in de wetenschap van de Middeleeuwse geschiedenis.

## Nevenfunctie
- Lid Raad van advies van Stichting Vrienden van Leeuwenbergh[noot 1]